# HR 4458
HR 4458 is een tweevoudige ster met een spectraalklasse van K0.V en M4.V. De ster bevindt zich 31,18 lichtjaar van de zon.